# Hôtel de ville de Mouthe
L'hôtel de ville de Mouthe est un édifice protégé des monuments historiques, situé à Mouthe dans le département français du Doubs.

## Localisation
L'hôtel de ville est situé dans la Grande Rue (D. 437), au centre du village de Mouthe.

## Histoire
Les plans de l'édifice sont établis en 1846 par l'architecte Bisontin Pierre Marnotte. Les plans initiaux prévoyaient que l'édifice abrite des écoles avec pensionnat, une infirmerie, une mairie et une justice de paix. Cette concentration de services est due à une loi de 1833 qui obligeait les communes, en plus de l'administration communale, à entretenir une école (souvent intégrée à la mairie) ainsi que la justice. Les travaux commencent après 1847 pour se terminer après 1850,.
Les façades et les toitures, la cage d'escalier et l'escalier, ainsi que l'ancienne salle de tribunal sont inscrites aux monuments historiques par arrêté du 21 juin 1990.

## Architecture et décorations
L'édifice suit les codes architecturaux de la renaissance, plutôt que du néo-classicisme ou du néo-gothique en vogue à l'époque de la construction. De ce fait, la forme de la bâtisse est imposante, cubique, surmontée d'une haute toiture pyramidale. Le bâtiment est cantonné de quatre tourelles coiffées de toits en poivrière.
L'entrée est en plein cintre et la façade offre un balcon à balustres; L'escalier principal est inscrit dans un grand volume et permet de desservir toutes les salles de l'étage.